# Marino Morettini

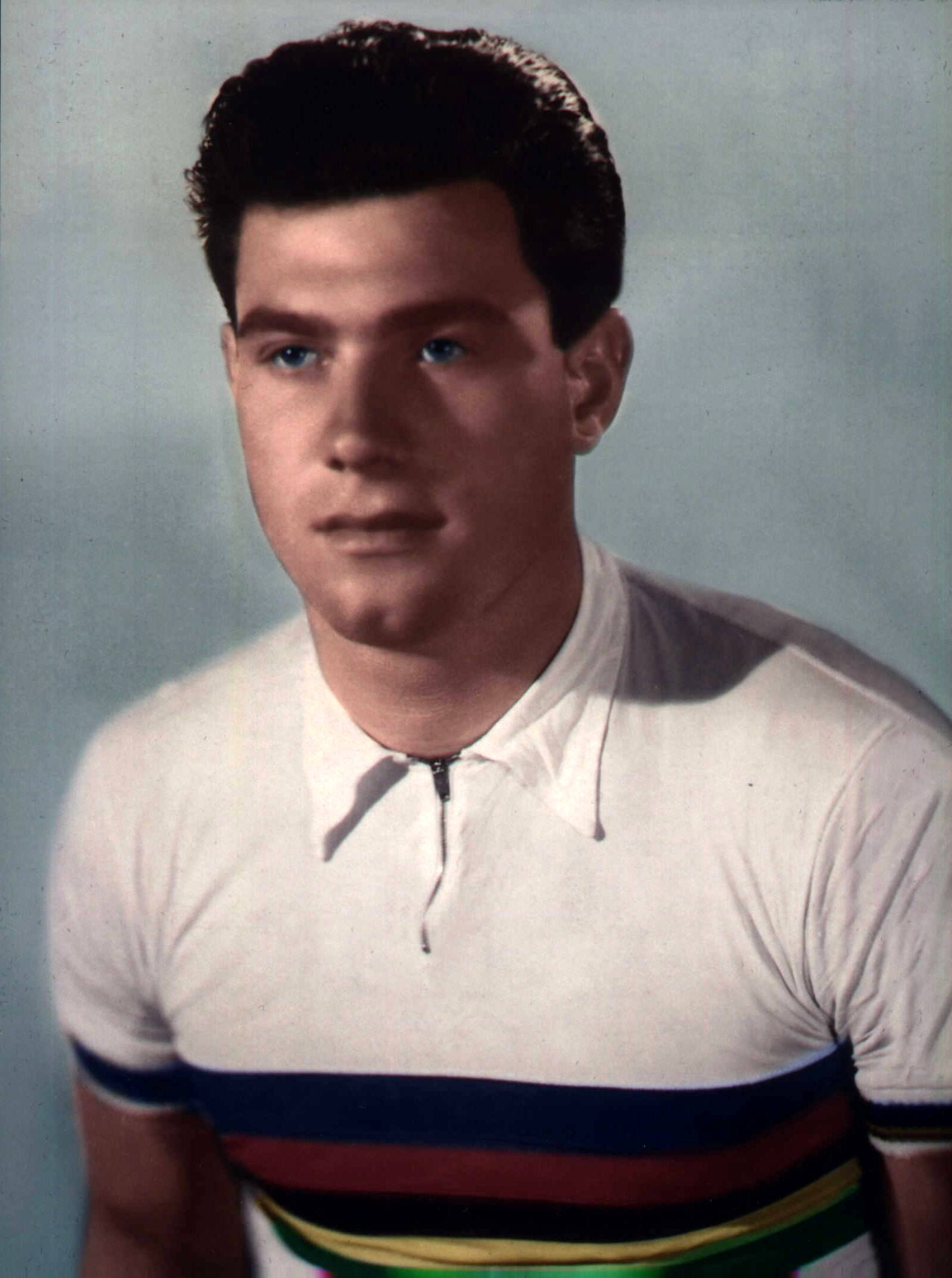
Marino Morettini

Marino Morettini (* 1. Februar 1931 in Vertova; † 10. Dezember 1990 in Mailand) war ein italienischer Radrennfahrer, Olympiasieger und Weltmeister.

## Leben
Marino Morettini war einer der stärksten Bahnsprinter Italiens in den 1950er Jahren, gemeinsam mit Antonio Maspes und Enzo Sacchi. Er wuchs auf in Caravaggio. Ein sportbegeisterter Freund wurde auf seine sportlichen Fähigkeiten aufmerksam und kaufte ihm ein Fahrrad. Mit 20 Jahren wurde er für die UCI-Bahn-Weltmeisterschaften 1951 in Mailand nominiert, nachdem er 1950 und 1951 Italienischer Meister im Sprint der Amateure geworden war. Bei der WM belegte er den dritten Platz hinter Sacchi (1.) und Russell Mockridge (2.).
1952 startete Morettini bei den Olympischen Sommerspielen in Helsinki und errang mit dem italienischen Bahnvierer die Goldmedaille in der Mannschaftsverfolgung sowie die Silbermedaille im 1000-Meter-Zeitfahren. Bei den nationalen Meisterschaften im Sprint kam er auf den dritten Rang. Im selben Jahr wurde er Vize-Weltmeister bei den Titelkämpfen in Paris im Sprint und im Jahr darauf in Zürich Weltmeister. In Deutschland gewann er 1952 den Großen Preis von Hannover. 1954 wurde er Berufsfahrer.
Nach diesen Erfolgen versuchte sein Freund Fausto Coppi vergeblich, Morettini zum Fahren auf der Straße zu bewegen. In den folgenden Jahren belegte er jeweils den dritten Platz beim Grand Prix des Paris.
1961 trat Morettini vom Radsport zurück und eröffnete 1966 in einem Flügel des Castello Zineroni Casati in Spino d’Adda ein Restaurant. 1990 starb er in einem Mailänder Krankenhaus an Leberkrebs und wurde in seinem Heimatort Caravaggio beerdigt. Im Jahr 2000 wurde der Platz, an dem das „Centro Sportivo“ von Caravaggio liegt, „Piazza Marino Morettini“ benannt.